# Campeonato Paulista de Futebol de 1963 - Segunda Divisão
O Campeonato Paulista de Futebol de 1963 - Segunda Divisão foi a décima edição da competição de futebol de São Paulo equivalente ao terceiro nível do futebol do estado.

## Premiação
| Campeonato Paulista de 1963 - Segunda Divisão |
| --------------------------------------------- |
| Rio Preto Campeão (1º título)                 |